# 今日もツノがある
『今日もツノがある』（きょうもツノがある）は、主婦と生活社のウェブコミックサイト・パチクリ!で連載されているSTUDY優作による4コマ漫画。テレビアニメ化されている（制作局は関西テレビ放送）。

## 登場人物
ツノガエル
声 - 八代拓
本作の主人公。カエル。

ネッシー
声 - 斉藤壮馬

モコザラシ
声 - 石川界人

エビフライ
声 - 内田雄馬

魚人
声 - 蒼井翔太

フエウオ
声 - 蒼井翔太

ナレーション
声 - 堀江由衣

効果音
声 - 堀江由衣

## スタッフ
- 原作：STUDY優作、MMDGP
- 監督：尾中たけし
- キャラクターデザイン・脚本：STUDY優作
- 音響制作：チャンスイン
- 音響監督：サイトウユウ
- 音楽：黒田賢一
- アニメーション制作：勝鬨スタジオ
- 製作：MMDGP、関西テレビ放送、キングレコード、アルマビアンカ、チャンスイン

## 名話リスト
| 回数 | サブタイトル     |
| ---- | ---------------- |
| 1    | ものしり         |
| 2    | かげのどりょく   |
| 3    | 伝説認定面接     |
| 4    | だいじなツノ     |
| 5    | わすれもの       |
| 6    | 寝ぐせ           |
| 7    | ビリビリ         |
| 8    | ばくしょう       |
| 9    | ほしがり         |
| 10   | もちネタ         |
| 11   | 振りかえると     |
| 12   | せいちょう       |
| 13   | イケメン         |
| 14   | いきおい         |
| 15   | 川               |
| 16   | かぎられた時間   |
| 17   | おそくおきた朝は |
| 18   | しゃぼんだま     |
| 19   | よういしゅうとう |
| 20   | エアコン         |
| 21   | フォトジェニック |
| 22   | ジャンル         |
| 23   | なにをみてるの   |
| 24   | らーめん屋       |
| 25   | かなしばり       |
| 26   | 泣かないで       |
| 27   | パーマ           |
| 28   | みゅーじかる     |
| 29   | はんしゃしんけい |
| 30   | 一芸             |
| 31   | ポテチ           |
| 32   | だいえっと       |
| 33   | 投ゴロ           |
| 34   | 愛犬             |
| 35   | ヒトデうらない   |
| 36   | いいかんじ       |
| 37   | かんちがい       |
| 38   | エナジードリンク |
| 39   | おことわり       |

## 放送局
| 放送期間               | 放送時間           | 放送局     | 対象地域   | 備考                                                                     |
| ---------------------- | ------------------ | ---------- | ---------- | ------------------------------------------------------------------------ |
| 2019年2月21日 - 不明   | 木曜 21:54 - 22:00 | TOKYO MX   | 東京都     | あにまる劇場内 / 33話および34話は未放送 / 2019年10月3日以降は2話ずつ放送 |
| 2019年2月27日 - 不明   | 水曜 4:28 - 4:29   | 関西テレビ | 近畿広域圏 | オープニング 内                                                          |
| 2019年4月7日 - 9月29日 | 日曜 22:54 - 23:00 | BS11       | 日本全域   | BS放送 / うさぎのマシューとセット放送 / 27話以降は未放送                 |